# Trimley St. Martin
Trimley St. Martin is een civil parish in het Engelse graafschap Suffolk. In 2001 telde het civil parish 1945 inwoners.

## Geboren
- Thomas Cavendish (1560-1592), ontdekkingsreiziger en piraat